# Pitcairnia imbricata
Pitcairnia imbricata là một loài thực vật có hoa trong họ Bromeliaceae. Loài này được (Brongn.) Regel miêu tả khoa học đầu tiên năm 1868.

## Hình ảnh

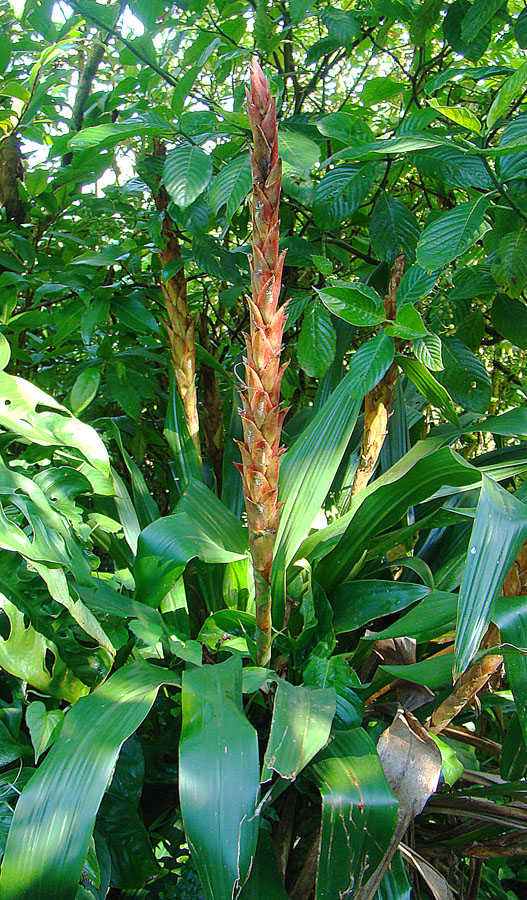